# Daniel C. Tosteson
Daniel Charles Tosteson (* 5. Februar 1925 in Milwaukee, Wisconsin; † 27. Mai 2009 in Boston, Massachusetts) war ein amerikanischer Mediziner und Physiologe. Von 1977 bis 1997 fungierte er als Dekan der Harvard Medical School und setzte dort eine Reihe von administrativen Änderungen um. Als Physiologe forschte er vorrangig zu Transportprozessen an Zellmembranen.

## Werdegang
Daniel C. Tosteson wurde in Milwaukee geboren und wuchs im nahegelegenen Wauwatosa auf. Er studierte an der Harvard University und erhielt dort 1944 seinen Bachelor sowie 1949 seinen M.D. von der Harvard Medical School. Anschließend war er kurzzeitig am NewYork-Presbyterian Hospital in New York City tätig, bevor eine siebenjährige Periode als Post-Doc folgte, die er am Brookhaven National Laboratory, am National Heart Institute sowie zwischen 1955 und 1957 an der Universität Kopenhagen und der University of Cambridge verbrachte. Nach seiner Rückkehr in die Vereinigten Staaten war er als Assistenzprofessor an der Washington University in St. Louis tätig, bevor er 1961 an die Duke University wechselte, dort auf seine erste ordentliche Professur berufen wurde und die Leitung der Abteilung für Physiologie und Pharmakologie übernahm. Nach 14 Jahren in North Carolina folgte Tosteson 1975 dem Ruf der University of Chicago, wo er zum Dekan der Pritzker School of Medicine ernannt wurde. Diese Position hatte er allerdings nur zwei Jahre inne, da er 1977 an seine Alma Mater zurückkehrte und in Harvard fortan ebenfalls als Dekan der medizinischen Fakultät sowie als Professor für Physiologie tätig war.
In der Folge leitete Tosteson 20 Jahre lang die Geschicke der Harvard Medical School, in denen er unter anderem eine Reihe von Neuerungen am Lehrplan umsetzte und die Zuwendungen der Hochschule um das nahezu Neunfache steigerte. Zudem wurden unter seiner Ägide mehrere Abteilungen der Fakultät neu gegründet oder modernisiert. 1997 wurde er emeritiert.
Daniel C. Tosteson war seit 1969 mit Magdalena T. Tosteson (geborene Tieffenberg) verheiratet, die als Wissenschaftlerin in seiner Abteilung in Harvard tätig war. Mit ihr hatte er sechs Kinder. Er verstarb am 27. Mai 2009 im Alter von 72 Jahren in Boston.

## Wissenschaftliche Schwerpunkte
Tostesons Hauptaugenmerk lag auf der Physiologie von Zellmembranen. Er verfasste mehrere Monographien zu Transportprozessen an Biomembranen, insbesondere zum Transport von Ionen bzw. zur Einflussnahme darauf mittels Toxinen. Im Zentrum seiner Forschungen standen dabei häufig jene Vorgänge bei roten Blutkörperchen. Später befasste er sich auch mit der Didaktik des Medizinstudiums und veröffentlichte Fachartikel zu seinen diesbezüglich durchgesetzten Veränderungen in Harvard.

## Ehrungen
Tosteson war Mitglied zahlreicher Fach- und Ehrengesellschaften, so gehörte er dem Institute of Medicine der National Academy of Sciences, der American Association for the Advancement of Science sowie der Biophysical Society und als auswärtiges Mitglied der Königlich Dänischen Akademie der Wissenschaften an. 1979 wurde er in die American Academy of Arts and Sciences gewählt und stand ihr von 1997 bis 2000 als Präsident vor, ebenso wie der American Physiological Society im Jahre 1973/74. Darüber hinaus erhielt er die Ehrendoktorwürde der Universität Kopenhagen (1979), der Universität Lüttich (1983), des Medical College of Wisconsin (1984), der New York University (1992), der Johns Hopkins University (1993), der Duke University (1996), der Emory University (1996), der Université catholique de Louvain (1996), der Ludwig-Maximilians-Universität München (2002) sowie der Harvard University selbst.